# A Bomba (jornal)

A Bomba foi um jornal humorístico, publicado no Porto, entre Abril e Junho de 1912. Dirigida por Álvaro Pinto (diretor literário) e Cristiano de Carvalho (diretor artístico) A Bomba foi anunciada na cidade de forma misteriosa, quando, dias antes da sua primeira edição, começaram a aparecer em muitas casas papelinhos onde se lia:  «A Bomba estoura no dia 20» ou «A Bomba cumprimentará V. Ex.ª no dia 20»!. No seu conteúdo, a Bomba abrangia política, cultura, sociedade, quotidiano, em rubricas cujos títulos pareciam derivar diretamente do “título explosivo “ da publicação: “Rastilho dos Teatros”, “Pólvora Avulsa”, “Estilhaços” etc., sem ter um objetivo explícito e claro: “Explodirá com ímpeto onde quer que a sua acção seja necessária. Neste ponto, naquele? Sabe-se lá! Sabem lá os moralistas de hoje se não serão os piores depravados de amanhã!” Por outras palavras, não se inclinava abertamente nem para os republicanos nem para os monárquicos, antes procurava, num registo humorístico e satírico, criticar o que achava necessário criticar. Colocava-se, portanto, numa posição apartidária”, embora se perceba uma desilusão quanto ao novo regime republicano. A Bomba acaba, como se lê no 10º  e último número, “única e simplesmente para deixar de perder mais dinheiro”.  Além de Álvaro Pinto e Cristiano de Carvalho, outros nomes estão ligados à elaboração do jornal:  Laurindo Mendes como redator, Carlos Gonçalves como editor, seguidos de um considerável número de colaboradores, a saber: Acácio Trigueiro (Clorato), Silva Cunha, J. Costa Carregal (na colaboração literária), Gil,  Manuel Monterroso, M. Pacheco e Almada Negreiros, António Marçal, e Cristiano Cruz (na colaboração artística)    